# Hrabata a vévodové z Rethelu
První vládci Rethelu mohli vládnout pod opatstvím Saint-Remi a později nezávisle, než hrabství přešlo nejprve na hrabata z Nevers, poté na flanderská hrabata a nakonec na burgundské vévody. V roce 1405 se hrabství stalo součástí francouzských pairů a v roce 1581 bylo povýšeno na vévodství. V roce 1663 se stalo Mazarinským vévodstvím.
Hrabství bylo aktivní v křížových výpravách. Král Balduin II. Jeruzalémský byl bratrem hraběte Gervaise a hraběnky Matildy Rethelské. Beatrice Rethelská se provdala za knížete Lva I. Arménského.

## Rethelové

Znak hrabat z Rethelu

- Manases I.
- Manasses II. (?–1032)
- Manasses III. (1032–1056)
- Hugo I. (1065–1118)
- Gervais (1118–1124)
- Matilda (1124–1151)

## Vitrové

Znak hrabat z Rethelu

- Odo z Vitry (1124–1158), oženil se s Matildou z Rethelu
- Ithier (1158–1171)
- Manasses IV. (1171–1199)
- Hugo II. (1199–1227)
- Hugo III. (1227–1242)
- Jan (1242–1251)
- Walter (1251–1262)
- Manasses V. (1262–1272)
- Hugo IV. (1272–1285)
- Jana (1285–1328)

## Dampierrové

Znak Dampierrů

- Ludvík I. (1285–1322; oženil se s Janou; také hrabě z Nevers)
- Ludvík II. (1322–1346; také flanderský hrabě a Nevers; oženil se s Markétou, hraběnkou z Artois)
- Ludvík III. (1346–1384; také flanderský hrabě, Nevers a Artois)
- Markéta (1384–1402; také hraběnka z Flander, Nevers, Artois a burgundská vévodkyně)

## Burgundští

Znak Burgundsko-Nevers-Rethel

- Filip Smělý (1384–1402; také burgundský vévoda; oženil se s Markétou Dampierrskou)
- Antonín (1402–1407, později brabantský vévoda)
- Filip II. (1407–1415, také hrabě z Nevers)
- Karel I. (1415–1464, také hrabě z Nevers)
- Jan II. (1464–1491; také hrabě z Nevers a Eu)
- Šarlota (1491–1500)

## Albretové

Znak pánů z Orvalu z rodu Albretů

- Jan Albretský (1491–1500; také pán z Orvalu; oženil se s Šarlotou Rethelskou)
- Marie Albretská (1500–1549)

## Klévští
- Karel II. (1500–1521; také hrabě z Nevers; oženil se s Marií Albretskou)
- František I. (1549–1561, také vévoda z Nevers)
- František II. (1561–1563, také vévoda z Nevers)
- Jakub (1563–1564, také vévoda z Nevers)
- Jindřiška Klévská (1564–1601, také vévodkyně z Nevers)

## Gonzagové

Znak Gonzagů

- Ludvík IV. (1566–1595; oženil se s Jindřiškou Klévskou; první vévoda z Rethelu)
- Karel III. (1595–1637; také vévoda z Nevers, Mantovy, Monferratu a Mayenne)
- Karel IV. (1637–1659; také vévoda z Nevers, Mantovy a Montferratu)

## Mazarinové
- Kardinál Jules Mazarin (1659–1661); ministr Ludvíka XIV. Francouzského; Rethel koupil od Karla IV.
- Hortenzie Manciniová (1661–1699); neteř kardinála Mazarina, vévodkyně z Mazarina, vévodkyně z Mayenne, vévodkyně z Meilleraye, milenka Karla II. Anglického)
- Pavel-Julius de la Porte (1699–1731, také vévoda z Meilleraye)
- Pavel de la Porte (1731–1738, také vévoda z Meilleraye)
- Luisa Jana de Durfort (1738–1781; také vévodkyně z Mayenne a Meilleraye)
- Luisa d'Aumont (1781–1789; také vévodkyně z Mayenne a Meilleraye)

V současné době si titul stále nárokují její potomci, monacká knížata.